# Hôtel Marriott Le Château Champlain
L'hôtel Marriott Le Château Champlain, aussi connu comme le Marriott Château Champlain, est un gratte-ciel de Montréal, abritant un hôtel, situé au 1050 rue de La Gauchetière Ouest, à proximité de la Place du Canada.

## Historique
L'hôtel a déjà appartenu à la division Hôtels du Canadien Pacifique, puis à Ocean Properties, une entreprise de gestion immobilière et hôtelière américaine. Lors de la transition de propriété du CP à Ocean Properties, ceux-ci ont fait affaire avec l'entreprise de gestion Atlific pour la gestion des opérations quotidienne de l'établissement. Atlific étant une division d'Ocean Properties.
Ce n'est que depuis le début de l'année 2018 que le Montréal Marriott Château s'est alors ajouté au portefeuille hôtelier du groupe Hôtelier et Immobilier Tidan. Il s'agit de leur 12e hôtels en amérique du nord, embarquant ainsi dans la gestion et les oprérations d'un établissement hôtelier d'envergure.
La construction a été terminée au printemps 1967 pour l'événement de l'Expo 67. Il est l'œuvre de l'architecte Roger D'Astous. Le Marriott Château Champlain est d'une hauteur de 128 mètres (10 mètres de plus avec l'antenne) et possède 38 étages. En tout, il possède 592 chambres et 19 suites. Le Marriott Château Champlain est l'hôtel le plus élevé de Montréal et le 10e plus haut gratte-ciel de toute la ville de Montréal.

## Architecture
L'architecte Roger D'Astous s'est servi de plusieurs sources d'inspirations pour concevoir l'hôtel. Une de ces inspirations provient des dernières œuvres de Frank Lloyd Wright, dont il fut l'étudiant durant les années 1950. Une autre inspiration provient des ouvertures de la gare Windsor qui sont de style néo-roman. Aussi l'architecte s'inspire des silos à grain du Vieux-Port de Montréal pour la conception du bâtiment.
Roger D'Astous et Jean-Paul Pothier ont aussi conçu l'Église Notre-Dame-des-Champs de Repentigny.

### Réception
Roger d'Astous était consterné par l'ajout de forme cylindrique au-dessus de l'immeuble, ainsi que par l'enseigne rouge qui lui est superposée. Comme l'immeuble était parfois appelé la « rape à fromage », il appelait cet ajout « le camembert »,.
Le pire c'est quand le CPR a décidé de faire cet étage de mécanique en tambour qui est sur le toit. Une espèce de gros cylindre pour cacher la mécanique et ça D'Astous il tempêtait là-dessus ; il appelait ça « le camembert ».
Il regrette beaucoup le comment la toiture de l'immeuble s'est terminée.
Je ne sais pas comment ça abouti là par exemple. Si c'est le bureau de D'Astous qui a terminé ça, on leur a imposé. Il était malade de ça. Le jour où il a vu ce camenbert et une enseigne par-dessus toute rouge, il devint fou furieux. Comme il disait: « J'aurai tout vu ! »